# Gabriel Santos
Gabriel da Silva Santos (Guarulhos, 4 de maio de 1996) é um nadador brasileiro.

## Trajetória esportiva

### Jogos Olímpicos de 2016
Gabriel Santos participou das Olimpíadas de 2016 no Rio, terminando em 5º lugar na final dos 4x100m livres, junto com Marcelo Chierighini, Nicolas Oliveira e João de Lucca.

### 2017–20
No Mundial de Esportes Aquáticos de 2017, em Budapeste, no revezamento 4×100 metros livres, a equipe brasileira composta por César Cielo, Bruno Fratus, Marcelo Chierighini e Gabriel Santos alcançou um resultado histórico ao conquistar a medalha de prata, o melhor resultado brasileiro de todos os tempos no Campeonato Mundial. O Brasil bateu o recorde sul-americano de 2009, ainda na era dos super-trajes, com um tempo de 3m10s34, apenas 0,28s atrás da equipe dos Estados Unidos. A última medalha do Brasil nesta prova, no Mundial, havia sido obtida em 1994. Chierighini fez a melhor parcial da prova (46.85), e a terceira mais rápida parcial da história em uma roupa normal. Ele também terminou em 14º nos 100 metros livres.
No Campeonato Pan-Pacífico de Natação de 2018 em Tóquio, Japão, Santos conquistou a medalha de ouro no revezamento 4×100 metros livre, juntamente com Chierighini, Marco Ferreira Júnior e Pedro Spajari. Ele também terminou em 12º lugar nos 100 m livres e 12º nos 50 m livres.